# مختص تربوي
المختص التربوي (بالإنجليزية: Education Specialist)‏ والذي يشار إليه أيضًا باسم أخصائي تربوي أو متخصص في التربية والتعليم (.Ed.S أو EdS أو .S.Ed)، هو درجة متخصصة في التعليم وهي درجة مهنية متقدمة في الولايات المتحدة مصممة لتوفير المعرفة والنظرية في مجال التعليم ما بعد مستوى الماجستير. بشكل عام، يتطلب الأمر من 30 إلى 65 ساعة من الدراسة العليا، حسب التخصص. التخصصات متاحة في تكنولوجيا الحوسبة، والقيادة التربوية، والتدريب والتطوير، وعلم النفس المدرسي، وتعليم المستشارين، والتربية الخاصة، والمناهج والتدريس، وتعليم الكبار.
هذه درجات متخصصة للغاية مخصصة للمهنيين الذين يحتاجون إلى إتقان متقدم في مجال مثل تعليم الكبار، أو تكنولوجيا التعليم، أو المناهج والتدريس، أو علم النفس التربوي، أو القيادة التربوية، أو التربية الخاصة، ولكن ليس لديهم الوقت أو الرغبة في إكمال الأطروحة.